# Jean Mihail (om de afaceri)
Jean Mihail sau Ioan C. Mihail (n. 3 octombrie 1875, Craiova – d. 23 februarie 1936, București) a fost un om de afaceri român din Oltenia, al doilea fiu al latifundiarului Constantin Dinu Mihail, unul dintre cei mai mari proprietari de terenuri din regiune, venit din Macedonia și împământenit pe tărâmuri românești. Jean Mihail a absolvit Facultatea de Drept din Paris, unde și-a luat și doctoratul. A fost deputat conservator între anii 1911-1915 și senator liberal între anii 1915-1919.
Este considerat unul dintre cei mai bogați români din perioada interbelică.

## Biografie
Ioan C. Mihail a fost ultimul descendent al familiei Mihail. S-a născut la 3 octombrie 1875. A urmat școala primară la Craiova, apoi liceul Carol I, Facultății de Drept la Bordeaux, unde a devenit doctor în drept la Paris. În 1909, a devenit moștenitor al mătușii sale, Elena Dumba, sora Victoriei Mihail, bunica paternă, care i-a lăsat o mare avere, inclusiv o impresionantă colecție de tablouri.
În timpul Primului Război Mondial, Ioan (Jean) C. Mihail a fost în refugiu la Iași, Muntenia și Oltenia fiind ocupate de germani.  În 1917, în cadrul sesiunii parlamentare de la Iași, a votat în favoarea reformelor privind votul universal și împroprietărirea țăranilor. Comandatura (conducerea de ocupație) germană s-a instalat chiar în Palatul Mihail, din noiembrie 1916 până în noiembrie 1918. Revenit la Craiova, Ioan C. Mihail, care moștenise și averea lăsată de fratele său Nicolae, a continuat să lupte pentru propășirea României. Nu se știe de ce, deși avea acum o vârstă matură, nu se căsătorise încă.
În 1923, Ioan C. Mihail a moștenit o altă mătușă, sora Elenei Dumba și a Victoriei Mihail, pe Maria Coloni, care i-a lăsat o sumă de circa 5 milioane de lei numerar, moșii, inclusiv faimosul conac de la Deveselu, Olt, care seamăna cu Palatul Mihail. În timpul marii crize economice din anii 1929-33 a garantat cu averea sa împrumuturile statului român de la băncile franceze și elvețiene.

## Opinii politice
Ioan C. Mihail a fost ales deputat din partea Partidului Conservator în anul 1911. Totuși, el a sesizat criza de identitate a Partidului Conservator. El știa că reforma agrară trebuia să fie una autentică. De aceea, în 1915 (izbucnise deja Primul Război Mondial), Ioan C. Mihail, cu o formație modernă, de factură liberală și francofilă, a devenit membru al Partidului Național Liberal, fiind ales deputat, apoi senator de Satu Mare.  
Discuțiile privind reforma agrară fuseseră suspendate, însă Ioan C. Mihail devenise prieten cu Ion G.Duca, Constantin Angelescu și promova deschis ideea unei reforme agrare care să ajute pătura cea mai defavorizată, aceea a țăranilor. El afirmase că reforma urma să se facă prin despăgubire, iar el ca proprietar nu avea ce pierde, recuperându-și banii de la stat și fără bătăi de cap cu abuzurile administratorilor de moșii. Totuși, marii proprietari nu îi împărtășeau punctul de vedere.  În 1921 fusese de acord cu reforma agrară, făcută prin despăgubire, fapt ce a trezit multe atitudini potrivnice printre ceilalți proprietari, care urmăreau sporirea zestrei de pământ prin cumpărări, căsătorii și alte tipuri de acțiuni (răscumpărarea polițelor făcute de către proprietarii scăpătați etc). 

## Avere
Jean Mihail a fost ultimul reprezentant al acestei familii de origine macedoneană ce a deținut o avere uriașă. Avea un palat în Craiova  și moșii în județele Dolj (Bârza, Bodăești, Drănic, Poenari, Nitoești, Geormanele, Cernele, Sitoaia, Popova, Grecești, Belcineanca, Horezu-Poienari, Livada Brăiloiu), Mehedinți (Balta-Hotărani, Cioroboreni, Rogova, Fundăței), Gorj (Bălești, Bobu, Scoarța), Olt (Deveselu), Teleorman (Conțești, Crângeni), Ilfov (Domnești, Prisăceni) și Galați (Drăgănești).  
Palatul Jean Mihail a devenit din  1954, sediul Muzeului de Artă din Craiova.. Fondul muzeului s-a constituit din colecțiile Pinacotecii “Alexandru și Aristia Aman”, care cuprinde lucrări de secol XVII-lea din școlile olandeză, flamandă, italiană și franceză, pictură românească (Theodor Aman), lucrări de grafică și artă decorativă românească și străină, la care s-a adăugat colecția de pictură europeană a lui Jean Mihail. 
La sfârșitul anului 2009, la inițiativa Consiliului Județean Dolj, au fost demarate lucrări de consolidare și restaurare ale Palatului Jean Mihail..

## Filantrop
Este unul dintre cei mai mari filantropi români, pornind de la donațiile importante făcute liceului unde a studiat, construirea și renovarea unor așezăminte bisericești, fonduri de studii pentru elevii și studenții săraci, propunerea (1935) ca propriul palat de pe Calea Unirii să devină sediul unei instituții de educație, până la gestul, fără precedent prin dimensiunile sale, de a dona prin testament întreaga sa avere statului român. 
Ioan C. Mihail a decedat la București, în data de 23 februarie 1936, diagnosticul oficial fiind ”bronhopneumonie virală”, conform istoricului de artă Paul Rezeanu; și odată cu el, ultimul Mihail. 
Trupul său, conform dorinței sale testamentare a fost înhumat în cavoul familiei sale din Cimitirul Ungureni, aflat în Craiova.
În ziua funeraliilor sale, școlile și-au închis cursurile, iar presa locală titra:
”Defunctul nostru miliardar Craiovean JEAN C. MIHAIL a lăsat întreaga sa avere care, se cifrează astăzi, la suma de PATRU MILIARDE LEI, „Statului Român”.”